# Diecezja Crateús
Diecezja Crateús (łac. Dioecesis Crateopolitana) – diecezja Kościoła rzymskokatolickiego w Brazylii. Należy do metropolii Fortaleza, wchodzi w skład regionu kościelnego Nordeste I. Została erygowana przez papieża Pawła VI bullą Pro apostolico w dniu 28 września 1963.